# Erich Schneider (Kirchenmusiker)

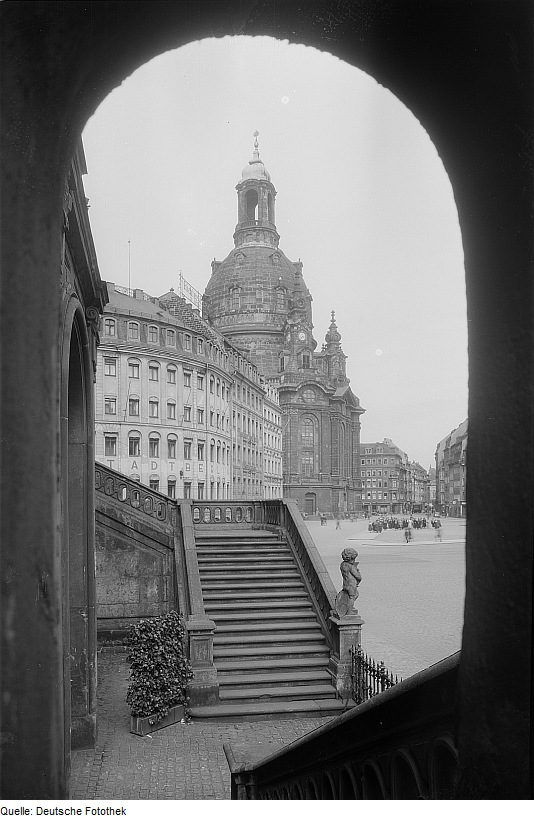
Die Dresdner Frauenkirche – Erich Schneiders Wirkungsstätte bis 1945

Erich Schneider (* 25. September 1892 in Rochwitz; † 24. Januar 1979 in Dresden) war ein deutscher Kirchenmusiker, Dirigent und Chorleiter. Bekannt wurde er als letzter Domkantor der Dresdner Frauenkirche vor deren Zerstörung 1945.

## Leben

### Jugend und Ausbildung
Schneider stammte aus einem musikalischen Elternhaus, sein Vater war Lehrer. In Dresden besuchte er das Freiherrlich von Fletchersche Lehrerseminar und studierte Musik am Dresdner Konservatorium. Zu seinen Ausbildern gehörten u. a. Kurt Striegler, Paul Juon und Paul Büttner. 1919 gründete er das erste Studentenorchester der Technischen Hochschule Dresden.

### Wirken als Kapellmeister und Leiter des Mozartvereins
Im Jahr 1921 wurde Erich Schneider als Nachfolger des Hofkapellmeisters Adolf Hagen Dirigent und künstlerischer Leiter des Mozartvereins. Dieser galt als eines der bedeutendsten deutschen Laienorchester und prägte maßgeblich das musikalische Umfeld der Stadt. Neben regelmäßigen Sinfoniekonzerten beteiligte sich das Orchester an zahlreichen Auftritten von Chören und gab Konzerte für gemeinnützige Vereine wie das „Volkswohl“. Nach Schneiders Übernahme der Stelle als Kantor der Frauenkirche wirkte der Mozartverein ab 1926 auch regelmäßig an größeren kirchenmusikalischen Veranstaltungen vorwiegend in der Frauenkirche mit. Ab 1928 oblag ihm die Organisation der von ihm gemeinsam mit dem Mozartforscher Ernst Lewicki initiierten Zwingerserenaden nach Salzburger Vorbild. Diese und die gemeinsam mit dem Staatsopernballett ab 1930 dargebotenen „Ballettserenaden“ erwarben sich internationale Anerkennung. Für sein hohes künstlerisches Niveau erhielt das von Schneider geleitete Orchester 1937 von der Reichsmusikkammer den ersten Preis als bestes deutsches Liebhaberorchester.
Ab 1923 arbeitete Erich Schneider zugleich als Kapellmeister des privaten Albert-Theaters in Dresden. Hier dirigierte er 1929 u. a. die Dresdner Erstaufführung der Dreigroschenoper von Bertolt Brecht und Kurt Weill. Außerdem komponierte er selbst eine „Heldenmesse von deutscher Seele“ in Erinnerung an die grausamen Ereignisse des Ersten Weltkriegs.

### Wirken als Domkantor der Frauenkirche
Erich Schneider wurde 1925 zum Kantor der Dresdner Frauenkirche berufen und erhielt 1935, nachdem die „Deutschen Christen“ die Frauenkirche als Dom bezeichneten, den Titel des Domkantors. Außerdem war er als Chorpräfekt an der Neuorganisation des Frauenkirchenchores beteiligt. Gemeinsam mit den Organisten Alfred Hottinger und Hanns Ander-Donath prägte Schneider bis zur Zerstörung der Kirche 1945 das kirchenmusikalische Leben in Dresden. Unter seiner Leitung wurde alljährlich die Große Messe in c-Moll von Wolfgang Amadeus Mozart, aber auch Werke von Johann Sebastian Bach, Joseph Haydn, Anton Bruckner und anderen bekannten Komponisten aufgeführt. Für diese Konzerte gelang ihm die Verpflichtung namhaften Solisten, u. a. der Kammersängerin Liesel von Schuch. Schneider förderte jedoch auch die Musik moderner Künstler. So ließ er 1930 Orgelwerke Bachs mit Vokalmusik des zeitgenössischen Komponisten Heinrich Kaminski zu einem Programm zusammenstellen.
Bedingt durch den Zweiten Weltkrieg kam es zu erheblichen Einschränkungen auch im Musikleben. Trotz aller Schwierigkeiten gelang es Ernst Schneider, die Orchestertätigkeit in eingeschränktem Maße zunächst fortzusetzen. Am 17. Dezember 1944 fand unter seiner Leitung das letzte Konzert des Mozartvereins zusammen mit dem Chor der Frauenkirche statt. Am Abend des 13. Februar 1945 probte Schneider im Gemeindesaal eine Aufführung von Mozarts großer c-Moll-Messe, bis der Luftalarm den Bombenangriff auf die Stadt ankündigte, der auch Schneiders Wirkungsstätte zerstörte. Ihm selbst gelang mit seiner Familie die Flucht aus der brennenden Innenstadt. Noch in den letzten Kriegstagen wurde er zum Wehrdienst eingezogen und geriet in französische Kriegsgefangenschaft.

### Tätigkeit nach 1945
Erst im Frühjahr 1946 kehrte Schneider nach Dresden zurück und konnte die künstlerische Leitung des Mozartvereins wieder übernehmen. Nach dessen Zwangsauflösung arbeiteten die Musiker als private Laienmusikvereinigung unter dem Namen Dresdner Mozartorchester weiter. Da sich mit der Auflösung der Vereinsstruktur große finanzielle Schwierigkeiten ergaben, musste das Orchester seine Konzerttätigkeit jedoch wesentlich einschränken. Gelegentlich gab es bis 1960 noch einige Serenaden in Pillnitz und im wiederaufgebauten Zwinger sowie im Steinsaal des Deutschen Hygienemuseums. Von 1951 bis 1961 arbeitete Schneider zudem als Lehrer für Orchestermusik an der Hochschule für Musik Carl Maria von Weber Dresden.
Neben seiner Tätigkeit als Orchesterleiter war Erich Schneider künstlerischer Leiter mehrerer Chorvereinigungen, u. a. der Dresdner Liedertafel, des Männerchores Orpheus, und des Römhildchors. Beruflich wirkte er ab 1946 als Kantor an der Martin-Luther-Kirche in der Dresdner Neustadt, wo er in Kooperation zwischen Mozartorchester und den genannten Chören größere kirchenmusikalische Werke aufführen ließ. Überregionale Aufmerksamkeit fanden u. a. die zwischen 1959 und 1964 mehrfach aufgeführte große c-Moll-Messe und das Requiem von Wolfgang Amadeus Mozart, das Requiem von Antonín Dvořák sowie die Erstaufführung von Frank Martins Oratorium „Golgatha“ in der DDR. Als Gesangssolisten engagierte Schneider oft bekannte Musikerpersönlichkeiten, wie Ruth Keplinger, Sonja Schöner oder Peter Schreier. Mit einer Aufführung von Mozarts c-Moll-Messe am 12. April 1964 und seiner Emeritierung endete die Tätigkeit von Erich Schneider als Kirchenmusiker.
Trotz seines hohen Alters bemühte er sich jedoch auch weiterhin um eine intensive Probenarbeit der von ihm geleiteten Chöre und bereitete einige Serenaden im Pillnitzer Schlosspark vor. Am 14. November 1971 fand aus Anlass seines 50. Dienstjubiläums als künstlerischer Leiter des Mozartorchesters ein umfangreicheres Konzert im Steinsaal des Hygiene-Museums statt. Im September 1976 trat Schneider letztmals als Dirigent auf und zog sich dann aus gesundheitlichen Gründen ins Privatleben zurück. Drei Jahre später verstarb er in seiner Heimatstadt Dresden. Sein Grab befindet sich auf dem Johannisfriedhof im Dresdner Stadtteil Tolkewitz.